# Sulignat
Sulignat település Franciaországban, Ain megyében. Lakosainak száma 605 fő (2022. január 1.). Sulignat L’Abergement-Clémenciat, Châtillon-sur-Chalaronne, Illiat, Neuville-les-Dames, Saint-Julien-sur-Veyle és Vonnas községekkel határos.

## Népesség
A település népessége az elmúlt években az alábbi módon változott:
| Lakosok száma | 367  | 370  | 434  | 558  | 557  | 568  | 586  | 595  | 611  | 605  |
|               | 1968 | 1982 | 1990 | 2006 | 2013 | 2015 | 2017 | 2019 | 2020 | 2022 |